# Moronta
Moronta is een gemeente in de Spaanse provincie Salamanca in de regio Castilië en León met een oppervlakte van 27,70 km². Moronta telt 80 inwoners (1 januari 2016).

## Demografische ontwikkeling
Bron: INE, 1857-2011: volkstellingen
Opm.: In 1857 werd de gemeente Escuernavacas aangehecht